# Trimma okinawae
Trimma okinawae är en fiskart som först beskrevs av Aoyagi, 1949.  Trimma okinawae ingår i släktet Trimma och familjen smörbultsfiskar. Inga underarter finns listade i Catalogue of Life.